# Marché-aux-Poissons
Le Marché-aux-Poissons (en luxembourgeois : Fëschmaart) est une place de la ville de Luxembourg.

## Situation et accès
Elle est située dans l'est de la Ville-Haute.

## Historique
Construite à la jonction de deux voies romaines, la place est historiquement le centre de la ville fortifiée, son nom vient de son usage comme marché aux poissons.
Plusieurs lieux importants sont implantés à proximité : le Conseil d'État, le Musée national d'histoire et d'art et l'église Saint-Michel.
Des célébrations de l'Eemaischen y ont lieu.